# NGC 2817
NGC 2817 est une galaxie spirale barrée située dans la constellation de l'Hydre. NGC 2817 a été découverte par l'astronome américain Lewis Swift en 1887.

## Caractéristiques
Sa vitesse par rapport au fond diffus cosmologique est de 3 860 ± 20 km/s, ce qui correspond à une distance de Hubble de 56,9 ± 4,0 Mpc (∼186 millions d'al).
La classe de luminosité de NGC 2817 est III et elle présente une large raie HI.
En raison d'une brillance de surface égale à 14,33 mag/am2, on peut qualifier NGC 2817 de galaxie à faible brillance de surface (LSB en anglais pour low surface brightness). Les galaxies LSB sont des galaxies diffuses (D) avec une brillance de surface inférieure de moins d'une magnitude à celle du ciel nocturne ambiant.

### Classification
Wolfgang Steinicke, le professeur Seligman et la base de données HyperLeda classent cette galaxie comme une spirale barrée. La base de données NASA/IPAC indique qu'il s'agit d'une spirale intermédiaire (SAB(rs)c). L'image obtenue des données du relevé SDSS montre assez clairement la présence d'une barre.